# Mosquée Tatar Sinan Bey
La mosquée Tatar Sinan Bey (en macédonien : Татар Синан Бег џамија) est une mosquée ottomane située dans la ville de Koumanovo, en Macédoine du Nord. 
Sa date de construction est inconnue et estimée entre 1520 et 1532, et la mosquée est mentionnée pour la première fois en 1550. Elle porte le nom de Tatar Sinan Bey, un dignitaire ottoman qui a financé les travaux. L'édifice a un plan classique pour la période : un dôme unique sur une salle carrée avec une porte sur la face nord. La forme du dôme, placé sur un tambour, est toutefois unique en Macédoine. La couleur rosée de l'ensemble est due à l'utilisation de pierres du Žegligovo, la région qui environne la ville. Au fil des siècles, plusieurs petites extensions ont été construites autour de la mosquée, altérant sa forme initiale. 